# 聖母子と聖人たち (ジョヴァンニ・ディ・パオロ)
『聖母子と聖人たち』（せいぼしとせいじんたち、伊: Madonna col Bambino e santi、英: Madonna and Child with Saints）は、イタリア・シエナ派の国際ゴシック様式の画家ジョヴァンニ・ディ・パオロが板上にテンペラと金で制作した祭壇画で、画家の署名と1445年の制作年が記されている。作品は1904年にフィレンツェのウフィツィ美術館に収蔵された後、1954年にはいったんパラティーナ美術館に移されたが、1955年にウフィツィ美術館に戻され、現在も同美術館に展示されている。なお、17世紀の記録文書によると、祭壇画には本来、「創世記」の物語と「最後の審判」を表した裾絵 (predella) があり、その裾絵の中では現在、ニューヨークのメトロポリタン美術館にある『天地創造と楽園追放』と『楽園』が知られている。

## 作品
美術史家のジョン・ポープ＝ヘネシーは、この祭壇画をシエナのサン・ドメニコ教会内のグエルフィ (Guelfi) 家礼拝堂のために制作された祭壇画であると特定した。しかし、2002年にドイツの美術史家インゲボルク・ベアが祭壇画は当初、聖ドミニクスと副次的に聖ペテロ、聖パウロに献じられた礼拝堂に設置され、後にグエルフィ家礼拝堂に移動されたことを明らかにした。祭壇画はおそらく教会財産の没収にいたるまで、グエルフィ家礼拝堂にあったと思われる。
この作品は、ジョヴァンニ・ディ・パオロの作品中フィレンツェにある唯一の作品である。伝統的な形式の大きな金地祭壇画の中央パネルには天使たちの間の聖母子が描かれ、左側の2枚の側面パネルには聖ドミニクスと聖ペテロが、右側の2枚の側面パネルには洗礼者ヨハネと聖トマス・アクィナスが描かれている。衣服の優美な襞づけ、花の咲く草むら、引き伸ばされた身体像に加え、祭壇画の形式自体に国際ゴシック様式の影響が明らかである。
ジョヴァンニ・ディ・パオロは、彼より少し年長のサセッタやジェンティーレ・ダ・ファブリアーノの作品に触発されている。

## ギャラリー

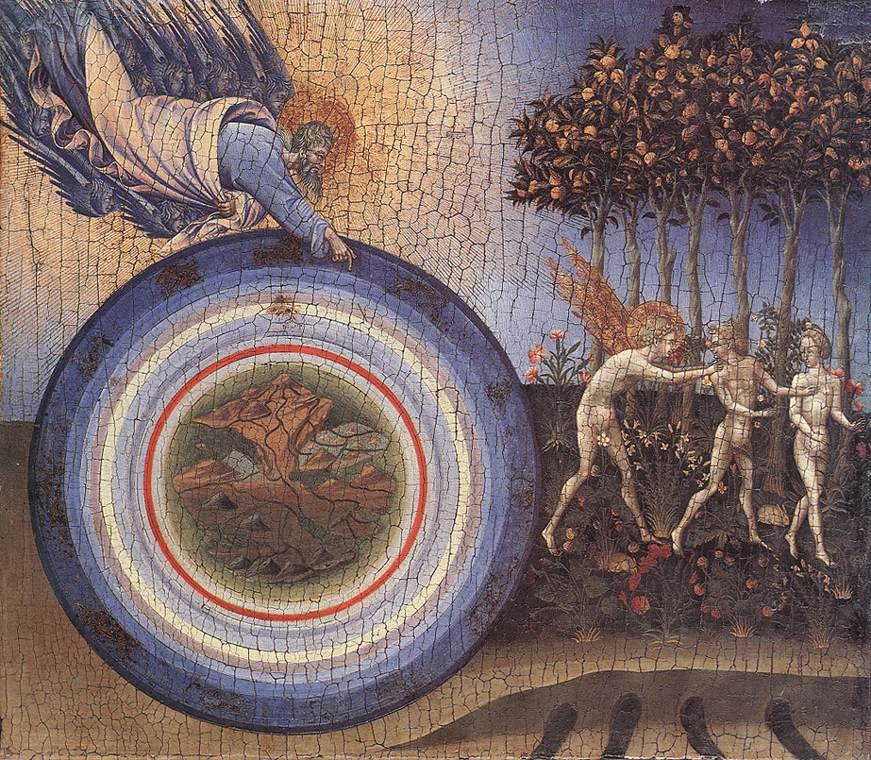
『天地創造と楽園追放』 (メトロポリタン美術館)
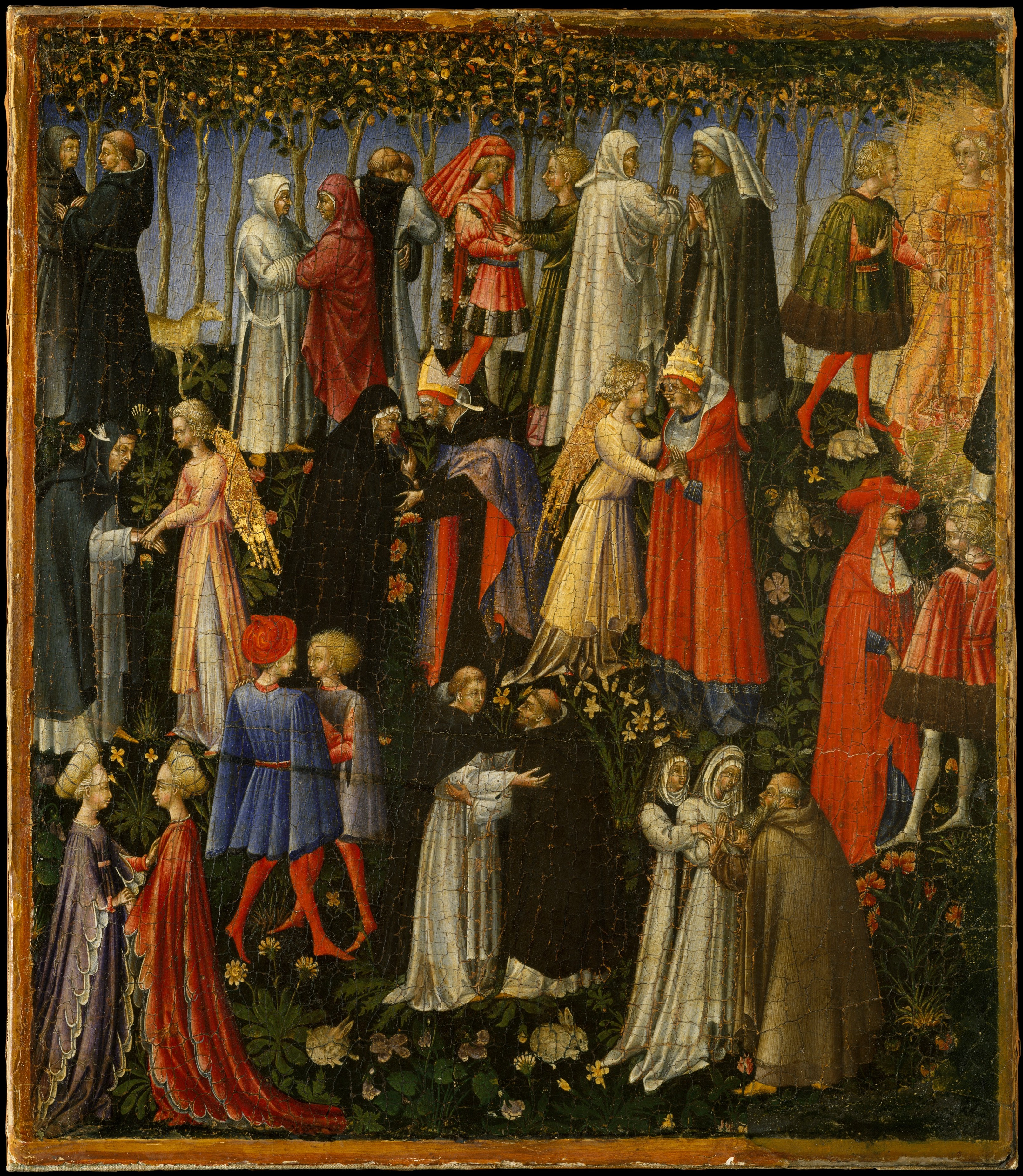
『楽園』 (メトロポリタン美術館)